# Schloss Herzogau

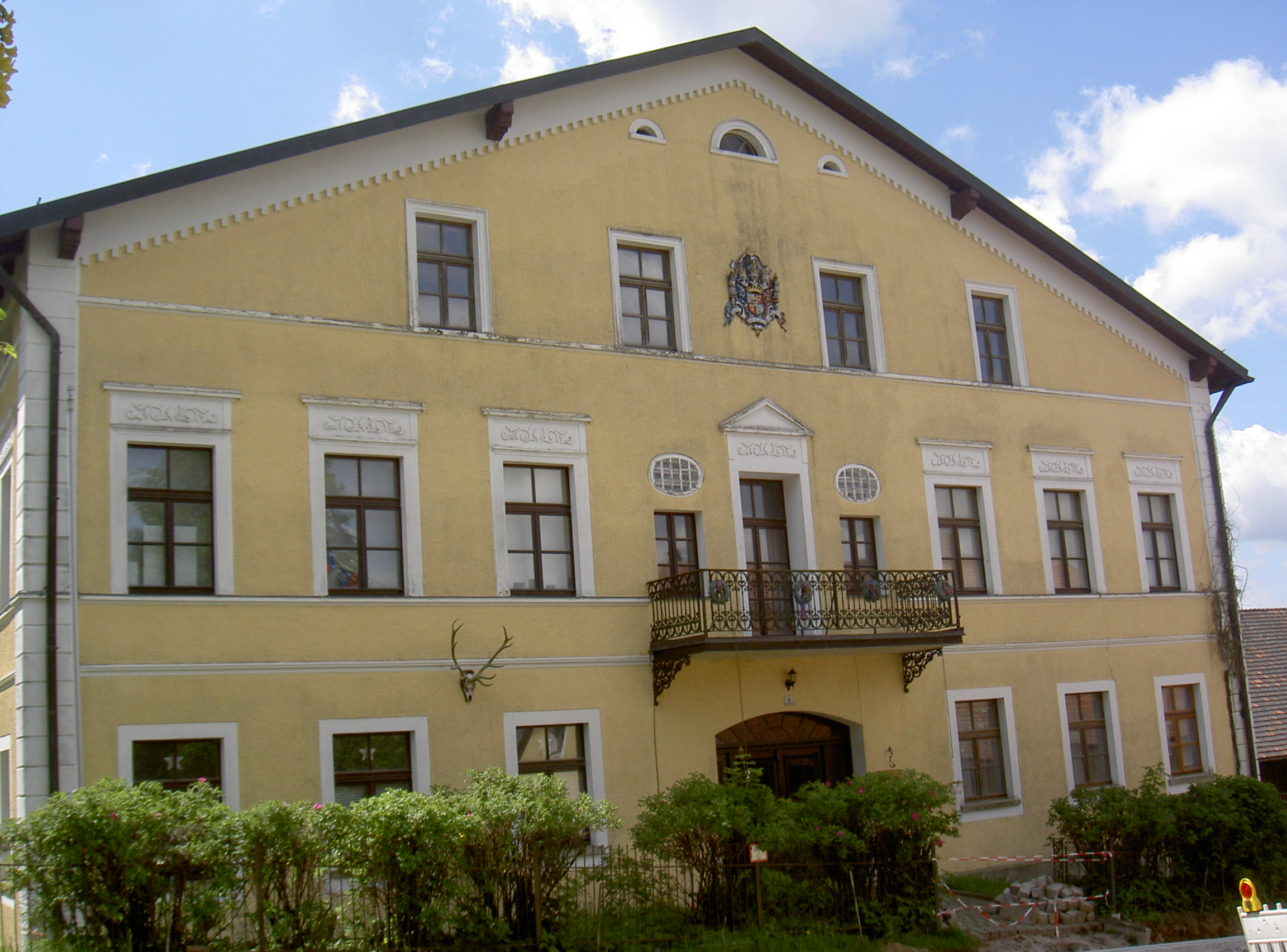
Neues Schloss Herzogau (2022)

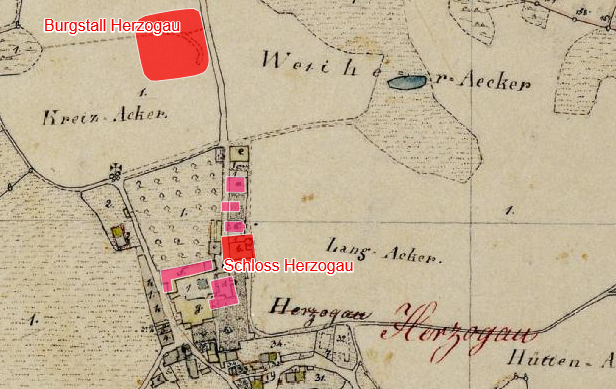
Lageplan von Schloss und Burgstall Herzogau auf dem Urkataster von Bayern

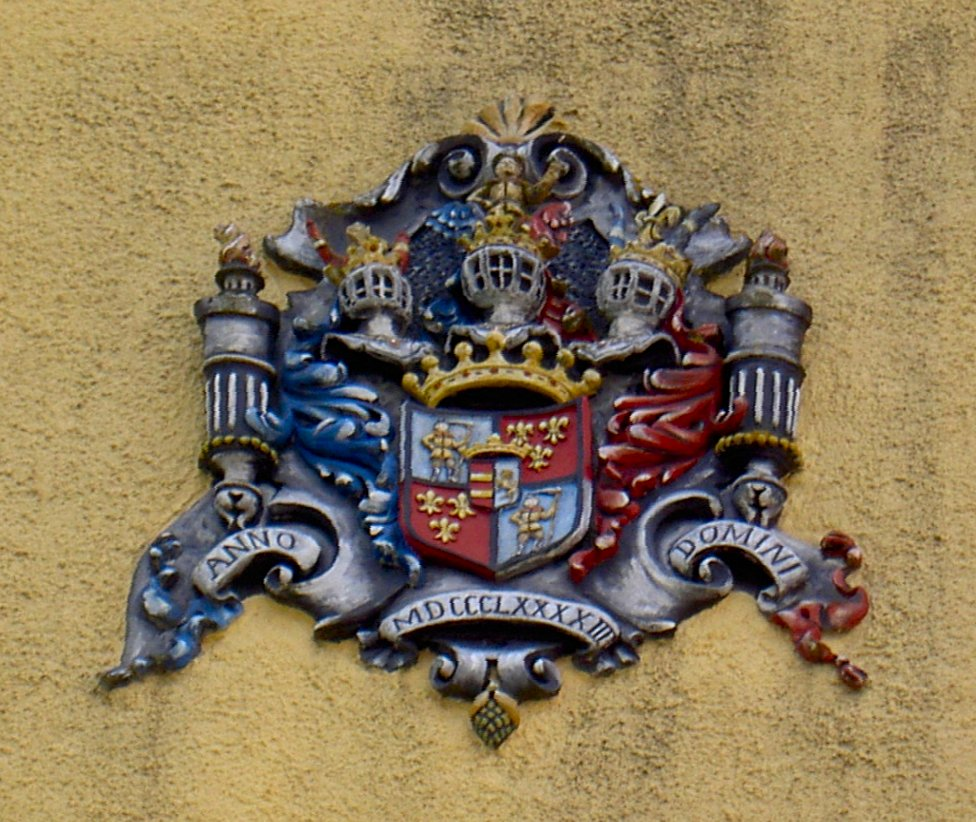
Wappen auf dem Schloss Herzogau mit der Jahreszahl 1893

Das Schloss Herzogau ist ein Schloss in der Kirchallee bzw. in der Von-Voithenberg-Straße 4 unmittelbar südlich der Kirche St. Anna der Gemarkung Herzogau der Stadt Waldmünchen im Oberpfälzer Landkreis Cham in Bayern. Es ist unter der Aktennummer D-3-72-171-59 als Baudenkmal verzeichnet. „Archäologische Befunde des abgegangenen frühneuzeitlichen Schlosses in Herzogau“, die sich gegenüber auf der anderen Seite der Von-Voithenberg-Straße befinden, werden als Bodendenkmal unter der Aktennummer D-3-6642-0032 geführt.

## Geschichte
Nach einer auf dem Schloss angebrachten Tafel wurde der Bau von Freiherr Karl Voith von Voithenberg und seiner Gemahlin Rosa, geb. Utz, im Jahr 1891 errichtet. Das Wappen auf der Schauseite des Schlosses weist allerdings die Jahreszahl 1893 auf.

## Beschreibung
Der Bau ist eine Zweiflügelanlage mit einem nach Norden verlaufenden zweigeschossigen Flachsatteldachbau mit einem Kniestock, Balkonen und Putzgliederungen. Nach Süden befindet sich ein viergeschossiger Anbau mit Satteldach. Das Gebäude wurde als Brauerei verwendet; in der ehemaligen Brauerei wurde bis 1998 Bier gebraut. Gegenüber befindet sich das denkmalgeschützte ehemalige Schlossgut; dieses ist eine mehrteilige Anlage mit einem Halbwalmdach aus der Zeit um 1840.